# شهرستان شیادو
شهرستان شیادو (به لاتین: Xia County) یک شهرستان‌های جمهوری خلق چین در چین است که در یانگچنگ واقع شده‌است.